# Article 14 de la Charte canadienne des droits et libertés
L'article 14 de la Charte canadienne des droits et libertés est le dernier article de la rubrique Garanties juridiques de la Charte des droits de la Constitution du Canada. Il accorde à chacun le droit à l'assistance d'un interprète lors d'un procès si la personne ne comprend pas la langue utilisée ou est sourde.

## Texte
L'article se lit comme suit :

« 14. La partie ou le témoin qui ne peuvent suivre les procédures, soit parce qu'ils ne comprennent pas ou ne parlent pas la langue employée, soit parce qu'ils sont atteints de surdité, ont droit à l'assistance d'un interprète. »

— Article 14 de la Charte canadienne des droits et libertés

## Historique
Avant la promulgation de la Charte en 1982, le droit à un interprète lors d'un procès existait dans la common law parce qu'on le considérait nécessaire à la justice naturelle. Le droit fut inclus dans la Déclaration canadienne des droits en 1960. L'article 2(g) de la Déclaration stipule qu'une personne à droit à « l’assistance d’un interprète dans des procédures où elle est mise en cause ou est partie ou témoin, devant une cour, une commission, un office, un conseil ou autre tribunal, si elle ne comprend ou ne parle pas la langue dans laquelle se déroulent ces procédures. »
Contrairement à la Charte, la Déclaration des droits était une loi fédérale et non une partie de la Constitution du Canada. La Déclaration des droits ne garantissait pas non plus ce droit aux personnes atteintes de surdité. Le droit relatif à la langue fut inclus dans une des premières versions préliminaires de la Charte ; le droit pour les personnes sourdes est apparu dans une version datée d'avril 1981.
La Cour suprême du Canada a déjà affirmé que le droit se fonde également sur le multiculturalisme du Canada ; le « patrimoine multiculturel » du Canada est reconnu à l'article 27 de la Charte.

## Interprétation
Les droits sous-entendus à l'article 14 furent définis par la Cour suprême dans l'affaire R. c. Tran (1994) qui comprenait un interprète pour un accusé qui ne parlait que le vietnamien ; le procès se déroulait en anglais. La Cour a jugé que l'article 14 exige que la traduction soit d'une qualité constante (« continuité ») et d'une fidélité impartiale. Toutefois, il n'est pas obligatoire de tout traduire ce qui se passe dans le procès si ce n'est pas réellement lié aux droits de l'accusé. Le jugement sur la qualité requise est issu de l'objectif du droit qui, se fondant sur la justice naturelle et le multiculturalisme, met l'accent sur le fait qu'un accusé doit comprendre entièrement le procès. La justice naturelle entend que l'accusé puisse répondre aux accusations. La Cour a également jugé que la qualité de la traduction ne doit pas être si élevée que l'accusé est encore mieux informé que ceux qui parlent la langue de la cour.
Habituellement, une personne qui désire avoir un interprète doit en faire la demande en vertu de ses droits garantis à l'article 14 ; elle a la charge de la preuve qu'elle ne comprend réellement pas la langue de la cour. La cour elle-même est également responsable de satisfaire ce droit ; il n'est parfois pas nécessaire que l'accusé fasse une demande en vertu de l'article 14 pour qu'un interprète lui soit fourni.

## Source
- (en) Cet article est partiellement ou en totalité issu de l’article de Wikipédia en anglais intitulé « Section Fourteen of the Canadian Charter of Rights and Freedoms » (voir la liste des auteurs).